# Suzhou IFS
El Suzhou IFS es un rascacielos ubicado en la ciudad de Suzhou, China. Tiene una altura de 452 m y un total de 95 plantas dedicadas a oficinas, apartamentos y hoteles. Su construcción comenzó en 2012 y finalizó en 2019. Es el rascacielos más alto de la ciudad de Suzhou.